# Brody (stacja kolejowa)
Brody (ukr. Броди, ros. Броды) – stacja kolejowa w miejscowości Brody, w rejonie złoczowskim, w obwodzie lwowskim, na Ukrainie.
Stacja powstała w czasach Austro-Węgier na linii kolei galicyjskiej im. Karola Ludwika. Była to ostatnia stacja w Austro-Węgrzech, znajdująca się w pobliżu granicy z Imperium Rosyjskim. Na dworcu mieściła się wówczas ekspozytura urzędu celnego I klasy. Stacją graniczną po stronie rosyjskiej był Radziwiłłów. Pomiędzy obiema stacjami istniało kolejowe połączenie transgraniczne. Po I wojnie światowej stacja straciła swój nadgraniczny charakter.